# Claron McFadden
Claron McFadden est une soprano américaine née en 1961 à New York aux États-Unis.

## Biographie
Claron McFadden étudie à l'Eastman School of Music à Rochester dans l'état de New York aux États-Unis, où elle est diplômée en 1984,,,,.
Elle s'établit ensuite à Amsterdam, aux Pays-Bas où elle vit depuis 1984.
Elle fait ses débuts à l'opéra le 1er juin 1985 lors du Holland Festival dans le rôle d'Ulania dans « L'eroe cinese » de Johann Adolf Hasse sous la direction de Ton Koopman,,, et acquiert une réputation internationale en faisant ses débuts au Festival de Glyndebourne (Glyndebourne Opera Festival) en Angleterre dans le rôle titulaire de l'opéra Lulu d'Alban Berg, sous la direction d'Andrew Davis,.
En 1986, Claron McFadden fait ses débuts en France dans Anacréon de Jean-Philippe Rameau avec l'opéra du Rhin et à New York dans le rôle de Bélinda de Didon et Enée de Henry Purcell sous la baguette de William Christie. Dans les années qui suivent, elle se produit au Festival de Salzbourg, au Nederlands Opera, au Theater des Westens de Berlin, à l'Opéra de Nancy et au Concertgebouw d'Amsterdam,.
En 1990, elle participe aux tournées de l'ensemble de musique baroque Les Arts florissants dirigé par William Christie et contribue au succès de l'opéra Les Indes galantes de Jean-Philippe Rameau au Festival international d'art lyrique d'Aix-en-Provence et à celui de Castor et Pollux l'année suivante. En 1991 elle interprète les rôles d'Hébé et de Zima dans l'enregistrement des Indes galantes paru sur le label Harmonia Mundi. En 1994, Claron McFadden interprète le rôle d'Amour dans Orfeo ed Euridice de Christoph Willibald Gluck lors d'une tournée avec La Grande Écurie et la Chambre du Roy sous la direction de Jean-Claude Malgoire.
Elle travaille avec d'autres grands noms tels que Frans Brüggen, Fabio Biondi, Kurt Masur, John Eliot Gardiner, René Jacobs, Marc Minkowski, Trevor Pinnock, Neeme Järvi, Jörg Widmann, Michel van der Aa et Alain Platel, avec des orchestres tels que le Residentie Orkest, The Budapest Festival Orchestra et Klangorum Vienna et avec des opéras comme La Scala, De Nederlandse Opera et le Bayerische Staatsoper,.
Elle devient ensuite très appréciée pour ses interprétations d'œuvres de musique contemporaine (Milhaud, Poulenc, Ligeti, Dmitri Chostakovitch, Villa-Lobos, Dirk Brossé), un domaine dans lequel elle compte plusieurs premières mondiales comme des œuvres de Harrison Birtwistle, Jacob Ter Veldhuis, Jörg Widmann, Michel van der Aa et Brian Ferneyhough,,,. Elle réalise également des projets multidisciplinaires comme Lilith et Secrets.
En 2013, Claron McFadden, qui est considérée aux Pays-Bas comme une soprano américano-néerlandaise, chante au couronnement du roi des Pays-Bas Willem-Alexander,.
Membre de l'Académie royale néerlandaise des arts (Royal Dutch Academy of Arts) et artiste en résidence au Muziektheater Transparant, Claron McFadden a été membre du jury du concours BBC Cardiff Singer of the World en 2015.

## Distinctions
Claron McFadden a été nommée pour un Grammy pour son interprétation de The Woman and the Hare de Harrison Birtwistle avec le Nash Ensemble.
En 2006, elle reçoit l'« Amsterdamprijs voor de Kunsten » (« Prix des Arts d'Amsterdam »),,.
En 2019, lors des « Journées de l'Opéra de Rotterdam » (« Rotterdamse Operadagen »), Claron McFadden reçoit un prix spécial pour son œuvre.
En avril 2020, elle est nommée Chevalier de l'ordre d'Orange-Nassau (Ridder in de Orde van Oranje-Nassau),, l'ordre attribué aux Pays-Bas aux personnes qui ont apporté une contribution précieuse à la société.

## Discographie sélective
- 1990 : Acis and Galatea de Georg Friedrich Haendel, avec The King's Consort, dir. Robert King (Hyperion)
- 1991 : Les Indes Galantes de Jean-Philippe Rameau, avec Les Arts florissants, dir. William Christie (Harmonia Mundi)
- 1992 : Paride et Elena de Christoph Willibald Gluck, avec La Stagione Frankfurt dir. Michael Schneider
- 1993 : Ottone, re di Germania de Haendel, avec The King's Consort, dir. Robert King (Hyperion)
- 1994 :  Orfeo ed Euridice de Gluck, avec le Chœur de chambre de Namur, dir. Pierre Cao, et La Grande Écurie et la Chambre du Roy, dir. Jean-Claude Malgoire (Astrée-Audivis)
- 1995 : King Arthur d'Henry Purcell, avec Les Arts florissants, dir. William Christie (Erato)
- 1998 : Romeo Und Julie de Georg Anton Benda, avec le Vokalensemble Des Forum Alte Musik Bremen et La Stagione Frankfurt, dir. Michael Schneider
- 1999 : L'Allegro, il Penseroso ed il Moderato de Haendel, avec The King's Consort, dir. Robert King (Hyperion)
- 2001 : Pulse Shadows de Harrison Birtwistle, avec l'Arditti Quartet et le Nash Ensemble (Teldec Classics)
- 2003 : Paradiso (oratorio) de Jacob Ter Veldhuis, avec le North Netherlands Concert Choir et le North Netherlands Orchestra, dir. Alexander Liebreich (Chandos)
- 2005 : ConVerSations / ConSerVations de Kris Defoort, avec le Quatuor Danel (label W.E.R.F.)
- 2012 : Sly Meets Callas avec l'Artvark Saxophone Quartet (ZenneZ Records)
- 2012 : Groschenblues avec Sven Ratzke (Challenge Records International)
- 2014 : Complete Works For String Quartet & Trio de Brian Ferneyhough, avec l'Arditti Quartet (label æon)